# Rhectomia harrisoni
Rhectomia harrisoni är en biart som beskrevs av Engel 1995. Rhectomia harrisoni ingår i släktet Rhectomia och familjen vägbin. Inga underarter finns listade i Catalogue of Life.